# Undone - The Sweater Song
"Undone - The Sweater Song" és el senzill de debut que va publicar la banda estatunidenca de rock alternatiu Weezer. La cançó pertany a l'àlbum homònim conegut com The Blue Album i es va llançar a mitjan any 1994.

## Informació
Rivers Cuomo va compondre aquesta cançó amb la intenció que fos trista però la majoria la considera molt divertida. El grup volia introduir sorolls de diferents objectes però finalment es va introduir una conversa entre el baixista Matt Sharp i un amic del grup Karl Koch. Aquest diàleg també es conserva en els directes.
Pel videoclip, la banda va insistir que no volia que tingués res a veure amb jerseis (sweater en anglès). La banda apareix en un escenari blau gravat amb una steadicam, i toca la cançó de forma accelerada per després disminuir la velocitat durant l'edició del vídeo. El cantant vesteix una samarreta de Tiburones Rojos de Veracruz, equip de futbol mexicà.

## Llista de cançons
Promo Senzill només Ràdio
1. "Undone - The Sweater Song" (Edició ràdio) - 3:58

Casset / Promo Senzill Jukebox 7" (vinil negre) llançats als Estats Units
1. "Undone - The Sweater Song" - 4:58
2. "Holiday" - 3:26

CD Senzill llançat a Austràlia
1. "Undone - The Sweater Song" - 4:58
2. "Mykel & Carli" - 2:53
3. "Susanne" - 2:46
4. "My Evaline" - 0:44

CD Senzill / Casset Senzill / 7" Senzill (vinil blau) llançats al Regne Unit
1. "Undone - The Sweater Song" - 4:58
2. "Mykel & Carli" - 2:53
3. "Susanne" - 2:46
4. "Holiday" - 3:26

CD Senzill / Promo Senzill 7" (vinil blau) llançats a França
1. "Undone — The Sweater Song" - 4:58
2. "My Name Is Jonas" - 3:24

## Posicions en llista
| Llista                                | Posició |
| ------------------------------------- | ------- |
| Canadian Singles Chart                | 6       |
| UK Singles Chart                      | 35      |
| U.S. Billboard Hot 100                | 57      |
| U.S. Billboard Mainstream Rock Tracks | 30      |
| U.S. Billboard Modern Rock Tracks     | 6       |

## Personal
- Rivers Cuomo – guitarra solista, cantant
- Brian Bell – guitarra rítmica, veus addicionals
- Matt Sharp – baix, veus addicionals
- Patrick Wilson – percussió, veus addicionals
- Ric Ocasek – productor